# Alexandra Sophia Handal
Alexandra Sofía Handal es una artista, cineasta y ensayista palestina. Con base en Europa desde el 2004, continua pasando largos períodos en Palestina.

## Biografía
Su vida en el exilio, la ha llevado a diversos rincones del mundo. Ella nació en una de familia palestina betlemita en Port-au-Prince, Haití, en 1975, durante la dictadura de Jean-Claude Duvalier. Su familia se mudó a Santo Domingo, República Dominicana, donde pasó sus años de adolescencia. Se fue a estudiar arte en la Universidad de Boston, donde obtuvo una licenciatura en pintura y bellas artes e historia del arte en 1997, seguido de una maestría en estudio del arte en la Universidad de Nueva York en 2001. En 2004, le fue otorgado el Premio UAL Investigación de Becados para realizar un Doctorado práctico/teórico en la Universidad de las Artes de Londres, donde se graduó en 2011. Durante sus estudios de postgrado, fue miembro del centro de investigación: TrAIN (Transnacional de Arte, Identidad y Nación). Después de vivir diez años en Londres, se mudó brevemente a Ámsterdam, antes mudarse a su residencia en Berlín, con su familia, donde ha establecido su estudio.

## Arte
Tuvo su primera exposición individual en un museo con la exposición la Memoria Fluye Como la Marea al Atardecer, en el Museet for Samtidskunst, en Roskilde, Dinamarca (septiembre–diciembre de 2016). 
Entre las obras que se exhibieron en el museo estuvo su gigantesco proyecto constante, Dream Homes Property Consultants (CDPS). Este web documental interactivo de arte' ha estado en desarrollo desde 2007. Fue Selección Oficial en el IDFA DocLab (2013), donde tuvo su estreno internacional. Fue incluido en una serie de festivales tales como UXdoc Rencontres internationales du documentaire de Montreal (2014), Przemiany Festival Interdisciplinario en el Centro de Ciencias Copérnico, en Varsovia, Imaginando Palestina: la Proyección de una Película y un Panel de Discusión en el Arte Moderno de Oxford para la Semana Apartheid Israelí (2015) y el Último Festival del Cielo en Berlín (2016). Dream Homes Property Consultants (CDPS) ganó el 2014 Lumen people's Choice Gold Award (Reino Unido), Segundo Premio del Freedom Flowers Foundation Award (Suiza) y fue finalista del Premio Artraker 2013 (Reino Unido). CDPS fue señalado como el "primer documental web interactivo producido de forma independiente por un artista cineasta de la región MENA". Desde 2014, ha sido uno de los 20 documentales más vistos en la web del MIT Open Documental Lab. Con motivo de la 10.ª Edición de IDFA DocLab (2016), un panel internacional compuesto de nuevos medios de comunicación conservadores, productores, escritores y especialistas en el campo de 'la narración y el arte indefinido no-ficticio" fueron invitados a elegir los proyectos que hicieron mayor impacto en la última década. Dream Homes Property Consultants (CDPS) estuvo entre las 100 obras seleccionadas.
Otra obra que fue parte de su exposición individual fue su cortometraje experimental, From the Bed & Breakfast Notebooks. Fue seleccionado para los Nuevos Contemporáneos de 2009 - un espacio de presentación con jurado que se lleva a cabo anualmente desde 1949 y muestra el trabajo de los talentos emergentes de las escuelas de arte británicas. La revista Estudio Internacional llamó a la película un 'silente poderoso compromiso político', mientras que el presidente de Bloomberg New Contemporaries, Sasha Craddock la describió como "poética y suave". Handal fue mencionada en El Guardián entre 'algunos nombres a tener en cuenta. Los seleccionados de 2009 consistieron en: John Stezaker, Ellen Gallagher, Saskia Olde Wolbers y Wolfgang Tillmans.